# Abelova nagrada
Abelovo nagrado podeljuje vsako leto norveški kralj izjemnim matematikom. Leta 2001 je norveška vlada objavila, da se bo ob dvestoletnici norveškega matematika Nielsa Henrika Abela leta 2002 nova nagrada imenovala njemu v čast.
Vsako leto od 2003 bo komisija, ki jo sestavlja pet matematikov, pri Norveški akademiji znanosti objavila prejemnika nagrade. Količina denarja, ki jo prejemnik dobi, je podobna kot pri Nobelovi nagradi, ki jo podeljujeta Švedska in Norveška. Razlog za to nagrado je v tem, da Nobelove nagrade ne podeljujejo za matematiko. Leta 2001 je Norveška podelila nagradi osnovni vložek 200.000.000 norveških kron. Z nagrado poskušajo razširjati pomen matematike v javnosti in tudi pokazati, še posebej mladim, da je znanost zelo ugledna.
Aprila 2003 so objavili prvega dobitnika. Junija istega leta pa so tudi podelili prvo nagrado. Marca 2004 so drugič objavili prejemnika. Nagrado sta skupno prejela dva matematika. Poleg nagrade prejemnik dobi ček v vrednosti 735.000 €.

## Seznam nagrajencev
- 2003 Jean-Pierre Serre (Francoski kolegij (Collège de France))

 »za glavno vlogo pri oblikovanju sodobne oblike mnogih delov matematike, vključujoč topologijo, algebrsko geometrijo in teorijo števil«.
- 2004 Michael Francis Atiyah (Univerza v Edinburgu) in Isadore Manual Singer (Tehnološki inštitut Massachusettsa (MIT))

 »za odkritje in dokaz indeksnega izreka, ki združuje topologijo, geometrijo in matematično analizo, ter za pomembno vlogo pri gradnji novih mostov med matematiko in teoretično fiziko».
- 2005 Peter David Lax (Courantov inštitut matematičnih znanosti (CIMS), Univerza v New Yorku)

 »za pomembne prispevke k teoriji in uporabi parcialnih diferencialnih enačb in za izračunavanje njihovih rešitev.«
- 2006 Lennart Axel Edvard Carleson (Kraljevi tehnološki inštitut (KTH), Stockholm, Švedska)

 »za globoke in plodonosne prispevke k harmonični analizi in teoriji gladkih dinamičnih sistemov.«
- 2007 Sathamangalam Ranga Ijengar Srinivasa Varadhan (Courantov inštitut matematičnih znanosti (CIMS), Univerza v New Yorku)

 »za temeljne prispevke k teoriji verjetnosti in še posebej za izdelavo teorije velikih odklonov.«
- 2008 John Griggs Thompson (Univerza v Cambridgeu, Univerza Floride) in Jacques Tits (Francoski kolegij (Collège de France))

 »za globoke dosežke v algebri in še posebej za izoblikovanje sodobne teorije grup.«
- 2009 Mihail Leonidovič Gromov (Inštitut za višje znanstvene študije (IHÉS), Courantov inštitut matematičnih znanosti (CIMS), Univerza v New Yorku)

 »za revolucionarne prispevke h geometriji.«
- 2010 John Tate (Univerza Teksasa v Austinu)

 »za obsežen in trajen prispevek k teoriji števil.«
- 2011 John Willard Milnor (Univerza Stony Brook)

 »za pionirska odkritja v topologiji, geometriji in algebri.«
- 2012 Endre Szemerédi (Matematični inštitut Alfréda Rényija, Rutgersova univerza)

 »za temeljne prispevke h diskretni matematiki in teoretičnem računalništvu, ter kot priznanje za globok in trajen vpliv teh prispevkov na aditivno teorijo števil in ergodično teorijo.«
- 2013 Pierre Deligne (Inštitut za višji študij)

 »za plodonosne prispevke k algebrski geometriji in za njihov preobrazni vpliv na teorijo števil, teorijo reprezentacij in sorodna področja.«
- 2014 Jakov Grigorjevič Sinaj (Landauov inštitut za teoretično fiziko, Univerza Princeton)

 »za temeljne prispevke k dinamičnim sistemom, ergodični teoriji in matematični fiziki.«
- 2015 John Forbes Nash (Univerza Princeton, Tehnološki inštitut Massachusettsa (MIT)) in Louis Nirenberg (Courantov inštitut matematičnih znanosti (CIMS), Univerza v New Yorku)

 »za presenetljive in plodonosne prispevke k teoriji nelinearnih parcialnih enačb in njene uporabe v geometrijski analizi.«
- 2016 Andrew John Wiles (Univerza v Oxfordu, Univerza Princeton)

 »za njegov sijajen dokaz Fermatovega zadnjega izreka preko domneve modularnosti za polstabilne eliptične krivulje, ki je odprl novo dobo v teoriji števil.«
- 2017 Yves Meyer (École normale supérieure Paris-Saclay)

 »za njegovo prelomno vlogo pri razvoju matematične teorije valčkov.«
- 2018 Robert Langlands (Inštitut za višji študij)

 »za njegov vizionarski program, ki povezuje teorijo reprezentacije s teorijo števil.«
- 2019 Karen Keskulla Uhlenbeck (Univerza Teksasa v Austinu)

 »za njene pionirske dosežke na področju geometričnih delnih diferencialnih enačb, umeritvene teorije in integrabilnih sistemov ter za vpliv na temelje analize, geometrije in matematične fizike.«
- 2020 Hillel Furstenberg (Hebrejska univerza v Jeruzalemu), Grigory Margulis (Univerza Yale)

 »za pionirsko uporabo metod verjetnostnega računa in dinamične teorije sistemov v teoriji grup, teoriji števil in kombinatoriki.«
- 2021 László Lovász (Univerza Eötvösa Loránda) in Avi Wigderson (Inštitut za napredni študij)

 »za njune temeljne prispevke k teoretičnemu računalništvu in diskretni matematiki ter njuni vodilni vlogi pri preoblikovanju teh področij v osrednji področji sodobne matematike.«
- 2022 Dennis Sullivan (Univerza Stony Brook)

 »za prelomne prispevke k topologiji v najširšem smislu, posebej njenim algebrskim, geometrijskim in dinamičnim vidikom.«
- 2023 Luis Caffarelli (Univerza Teksasa v Austinu)

 »za plodonosne prispevke k teoriji regularnosti za nelinearne parcialne diferencialne enačbe ...«
- 2024 Michel Talagrand (Centre national de la recherche scientifique)

za prelomne prispevke k verjetnostnemu računu in funkcionalni analizi z izjemno uporabnostjo za matematično fiziko in statistiko.«
Pred Abelovo nagrado je bila najimenitnejša nagrada na področju matematike Fieldsova medalja. Obe nagradi so prejeli Serre (Fieldsovo medaljo leta 1954), Atiyah (1966) in Thompson (1970).